# Huatulco
Huatulco (in nahuatl Kwahtolko, ovvero "Luogo di culto del legno"), rappresentato principalmente dall'insediamento di La Crucecita, è uno sviluppo turistico messicano. Si trova lungo la costa pacifica nello Stato di Oaxaca. L'industria del turismo di Huatulco si accentra nelle sue nove baie, da cui il nome di Bahias de Huatulco, anche se è quasi sempre stato abbreviato in Huatulco.
Huatulco si trova nello Stato di Oaxaca dove, ai piedi della Sierra Madre del Sur, le montagne incontrano l'oceano Pacifico approssimativamente a 500 km a sud di Acapulco. La popolazione è approssimativamente di 50.000 abitanti.

## Toponimo
Durante l'XI secolo, questa zona costiera apparteneva all'antico regno mixteco di Tututepec. Quando arrivarono sul posto, lo chiamarono Cuauhtolco, che significa "luogo dove si venera il legno"; in seguito, il termine cambiò nell'attuale denominazione di Huatulco. Questo nome ebbe origine dal culto di un'importante croce situata vicino al porto di Huatulco, collocata lì, secondo la leggenda, da un personaggio enigmatico, più di 1500 anni prima dell'arrivo degli spagnoli.

## Galleria d'immagini

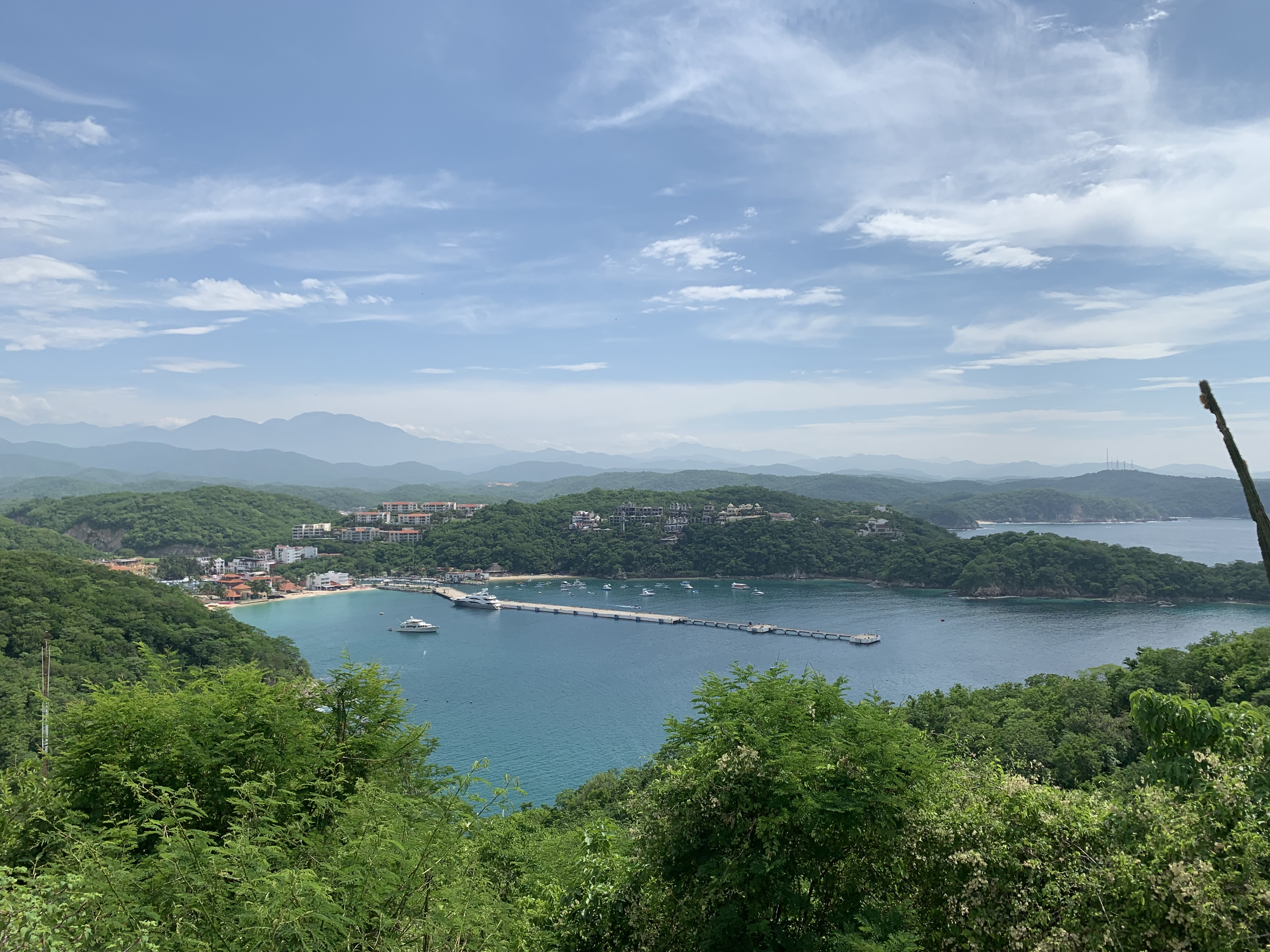
Panorama di Huatulco
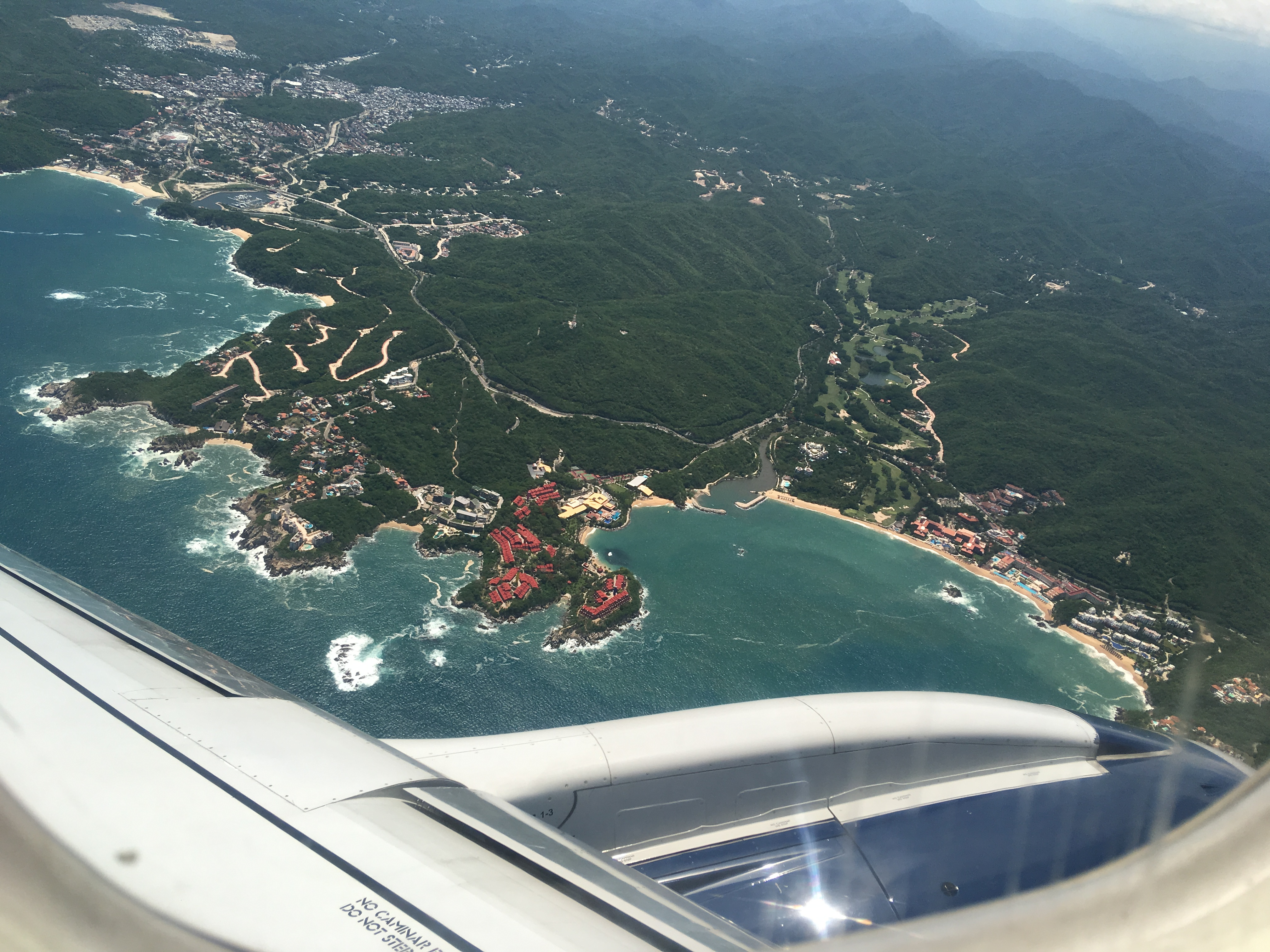
Panoramica aerea di Huatulco
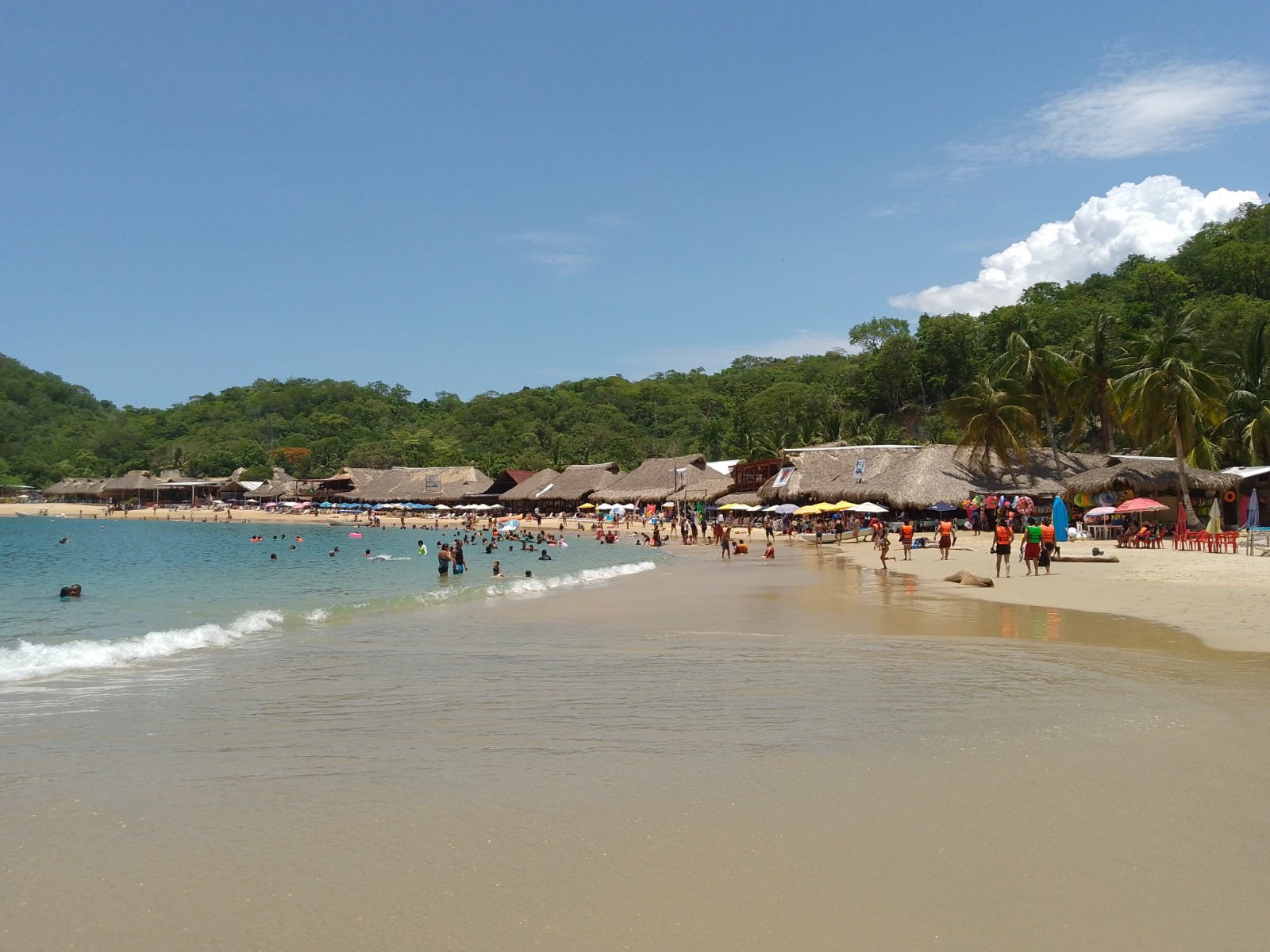
La baia di Maguey
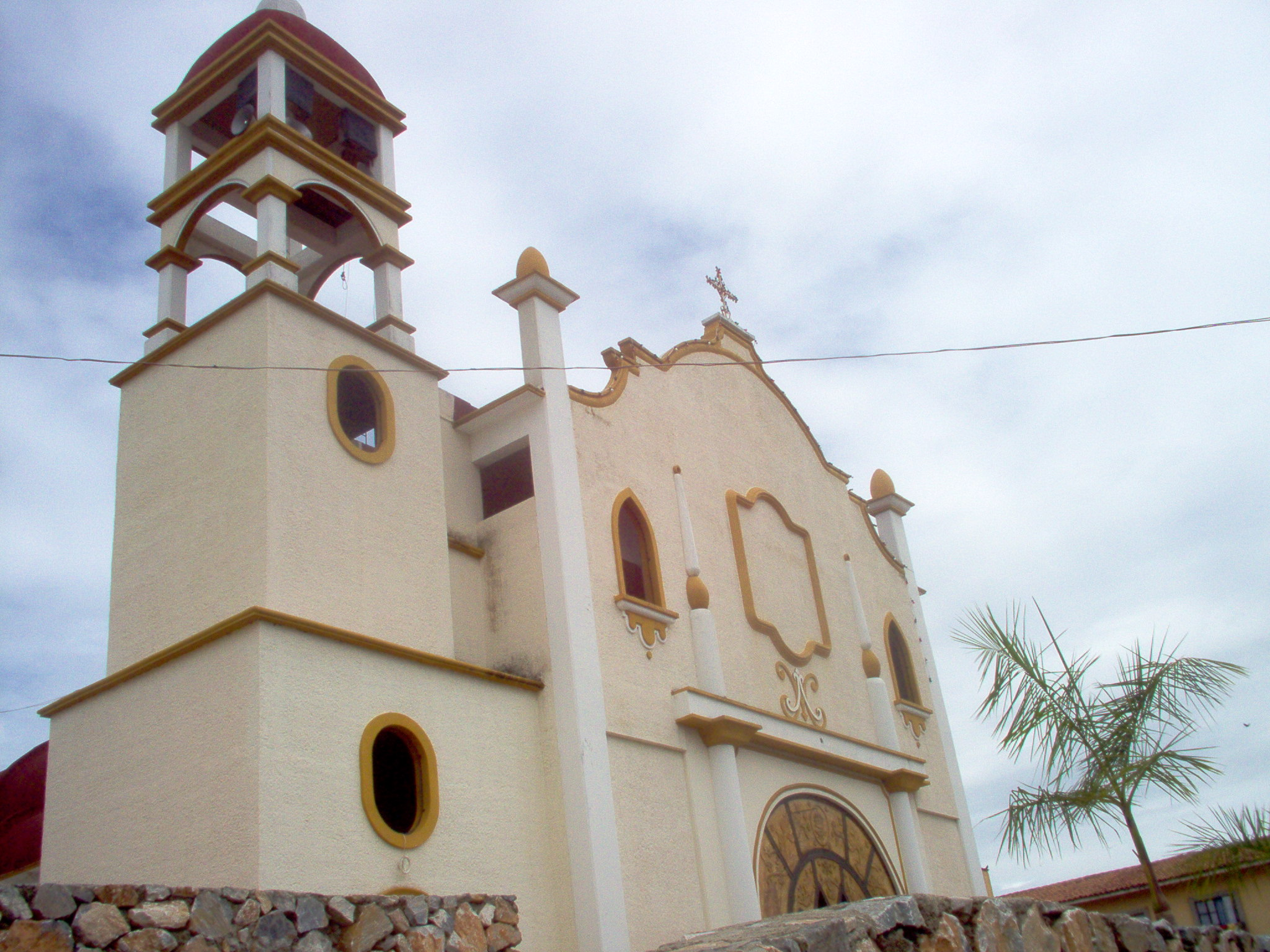
Chiesa di Nostra Signora di Guadalupe e della Santa Croce
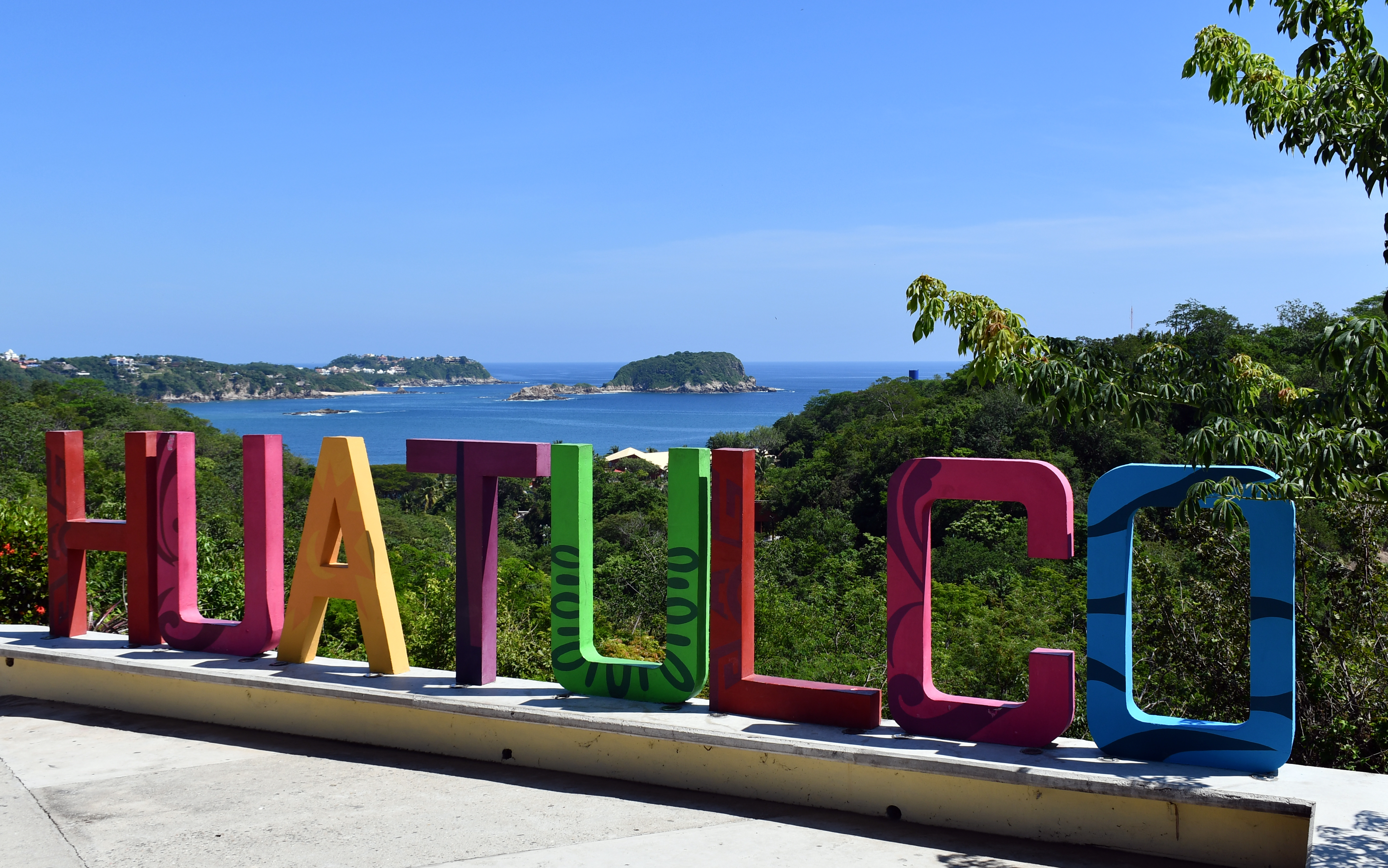
Insegna all'ingresso di Huatulco